# Banda de 17m
La banda de 17m es una banda de radioaficionado de propagación diurna caracterizada por tener una longitud de onda en torno a los 17m.

## Uso
Básicamente tiene las mismas características que la banda de 20m, pero es mucho más afectada por los ciclos solares de 11 años. En efecto, en períodos de baja actividad solar, la banda puede estar abierta solamente en intervalos del día de mayor exposición solar, lo que reduce su utilización a unas pocas horas.
Sin embargo, siendo una banda WARC, los concursos (contests, en inglés) están prohibidos, lo que permite hacer contactos más sociables y con más espacio para todos quienes quieren usarla.

## Antenas
Al igual que en todas las bandas HF, el tamaño de las antenas es una dificultad práctica encontrada por los radioaficionados en ciudad. En efecto, un dipolo para esta banda mide unos 8,5 metros. Quienes por esta razón no pueden instalar una antena dipolo o una antena Yagi, utilizan antenas verticales, antenas dipolo acortadas eléctricamente, antenas "sloper" (inclinadas) o bien antenas en V invertida. Sin embargo, a diferencia de las bandas de 20m o inferiores, ya se pueden utilizar antenas C (dipolo plegado en forma de C).
Habitualmente, las antenas para la banda de 17m son antenas multibandas con trampas (traps, en inglés), que acortan eléctricamente la antena.

## Propagación
Esta banda se comporta de manera similar a la banda de 20m: no es muy afectada por la capa D. Es una banda de propagación diurna que aprovecha favorablemente durante el día la capa F1, pero es muy dependiente de ella. Es una banda muy favorable para el DX en los días de verano, y mejora en años de alta actividad solar, cuando la MUF sube lo suficiente.

## Ancho de banda

### Región 1
En la Región 1 IARU: de 18,068 a 18,168 MHz. 
Algunas excepciones son conferidas a estaciones africanas durante el día.

### Región 2
En la Región 2 IARU:  de 18,068 a 18,168 MHz.

### Región 3
En la Región 3 IARU: de 18,068 a 18,168 MHz.
- Datos: Q197252